# Arbolada los Sauces
Arbolada los Sauces är en ort i Mexiko, tillhörande kommunen Zumpango i delstaten Mexiko. Arbolada los Sauces ligger i den centrala delen av landet och tillhör Mexico Citys storstadsområde. Orten hade 5 190 invånare vid folkräkningen 2010.